# Horní Hradiště (przystanek kolejowy)
Horní Hradiště – przystanek kolejowy w Horní Hradiště, w kraju pilzneńskim, w Czechach. Położona jest na wysokości 345 m n.p.m.
Na przystanku istnieje możliwości zakupu biletu i rezerwacji miejsc. 

## Linie kolejowe
- 160 Plzeň - Žatec